# Władcy Meklemburgii

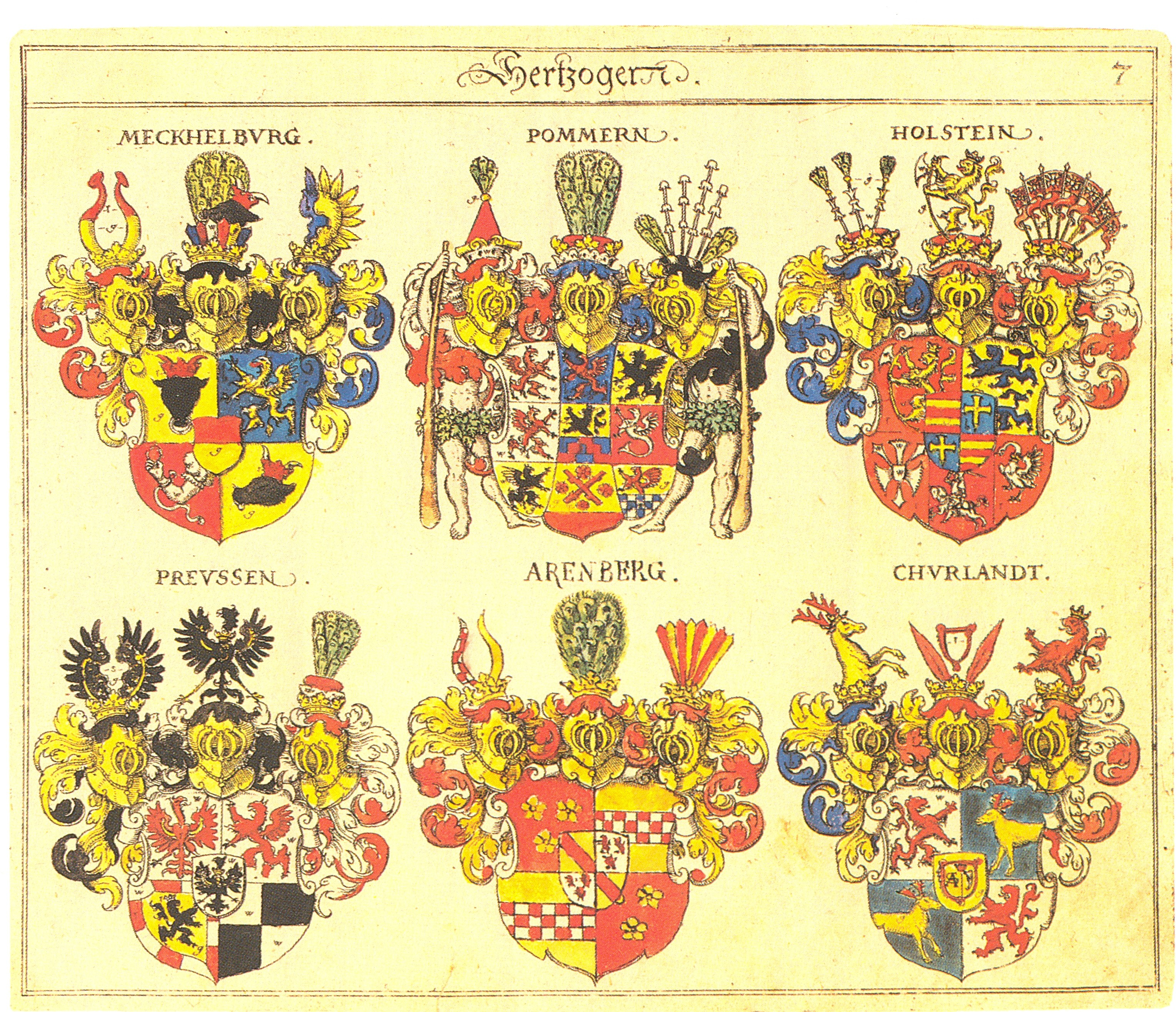
Herb książąt Meklemburgii w herbarzu J. Siebmachera, 1605 – pierwszy z lewej, górny rząd

flaga Księstwa Meklemburgii

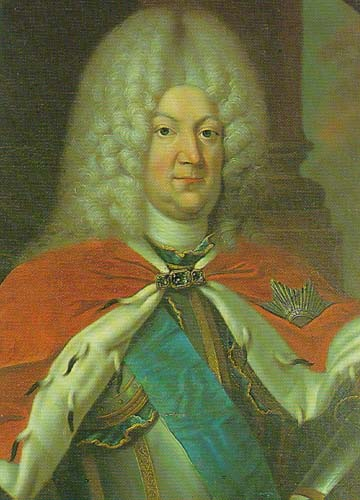
Karol Leopold, książę Meklemburgii, linia Schwerin

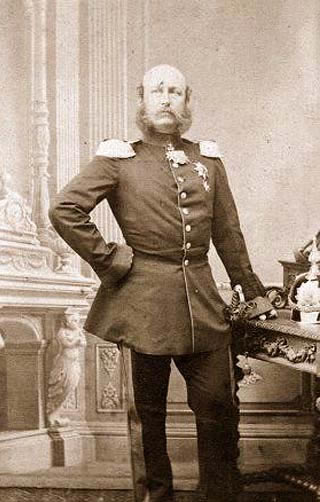
Fryderyk Franciszek, III książę Meklemburgii-Schwerinu

Książęta Meklemburgii

## Książęta Meklemburgii
- 1160–1178 – Przybysław (syn księcia Obodrytów Niklota, patrz wcześniej: książęta Obodrzyców)
- 1178–1227 – Henryk Borwin I (syn)
- 1227–1264 – Jan I (wnuk)
- 1264–1302 – Henryk I Pielgrzym (syn)
  - 1264–1265 – Albrecht I (brat)
  - 1264–1299 – Jan II (brat) (regent)
  - 1264–1289 – Mikołaj III (brat) (regent)
  - 1287–1289 – Jan III (syn Henryka I) (koregent)
- 1302–1329 – Henryk II Lew (syn Henryka I) (regent 1287 – 1298, koregent 1298 – 1302)

### Linia naStargardzie
- 1329–1392 – Jan I (syn, 1352 podział, Burg Stargard)
- 1392–1416 – Jan II (syn)
- 1392–1417 – Ulryk I (brat)
- 1392–1397 – Albrecht I (brat)
- 1416–1438 – Jan III (syn Jana II)
- 1417–1423 – Albrecht II (syn Ulryka I)
- 1417–1466 – Henryk (brat)
- 1466–1471 – Ulryk II (syn)

### Linia naSchwerinie
- 1329–1379 – Albrecht II (syn Henryka II, 1358 podział, Schwerin)
- 1379–1383 – Henryk III (syn)
- 1383–1384 – Magnus I (brat)
- 1395–1412 – Albrecht III (brat, król Szwecji 1364–1389)
- 1383–1388 – Albrecht IV (syn Henryka III)
- 1384–1422 – Jan IV (syn Magnusa I)
- 1412–1423 – Albrecht V (syn Albrechta III)
- 1422–1442 – Jan V (syn Jana IV)
- 1422–1471 – Henryk IV Gruby (brat, połączenie z Meklemburgią-Stargard 1471)

## Książęta Meklemburgii
- 1471–1477 – Henryk IV Gruby
- 1477–1483 – Albrecht VI (syn)
- 1477–1503 – Magnus II (brat)
- 1477–1507 – Baltazar (brat)
- 1503–1508 – Eryk II (syn Magnusa II)
- 1503–1520 – Albrecht VII (syn Magnusa II)
- 1503–1520 – Henryk V Zgodny (syn Magnusa II)

### Schwerin
- 1520–1552 – Henryk V Zgodny (syn Magnusa II)
- 1552–1576 – Jan Albrecht I (syn Albrechta VII, do 1555 na Güstrow)
- 1576–1592 – Jan VII (syn)
- 1592–1610 – Jan Albrecht II i Adolf Fryderyk I (synowie)

### Güstrow
- 1520–1547 – Albrecht VII (syn Magnusa II)
- 1547–1555 – Jan Albrecht I (syn)
- 1556–1603 – Ulryk (brat)
- 1603–1610 – Karol I

## Książęta Meklemburgii
- 1610–1621 – Jan Albrecht II i Adolf Fryderyk I (synowie Jana VII)

### Güstrow
- 1621–1628 – Jan Albrecht II
- 1628–1631 – Albrecht von Wallenstein (spoza dynastii)
- 1631–1636 – Jan Albrecht II
- 1636–1695 – Gustaw Adolf (syn)

### Schwerin
- 1621–1628 – Adolf Fryderyk I
- 1628–1631 – Albrecht von Wallenstein (spoza dynastii)
- 1631–1658 – Adolf Fryderyk I
- 1658–1692 – Chrystian Ludwik I (syn)
- 1692–1695 – Fryderyk Wilhelm (bratanek, wnuk Adolfa Fryderyka I)

## Książęta Meklemburgii
- 1695–1701 – Fryderyk Wilhelm (wnuk Adolfa Fryderyka I)

### Linia naSchwerinie
- 1701–1713 – Fryderyk Wilhelm (podział księstwa w 1701 r.)
- 1713–1728 – Karol Leopold (brat)
- 1728–1756 – Chrystian Ludwik II (brat)
- 1756–1785 – Fryderyk Pobożny (syn)
- 1785–1837 – Fryderyk Franciszek I (wielki książę od 1815, bratanek)
- 1837–1842 – Paweł Fryderyk (wnuk)
- 1842–1883 – Fryderyk Franciszek II (syn)
- 1883–1897 – Fryderyk Franciszek III (syn)
- 1897–1918 – Fryderyk Franciszek IV (syn, usunięty, zm. 1945)

od 1918 republika

### Linia naStrelitz
- 1701–1708 – Adolf Fryderyk II (syn Adolfa Fryderyka I)
- 1708–1752 – Adolf Fryderyk III (syn)
- 1752–1794 – Adolf Fryderyk IV (bratanek)
- 1794–1816 – Karol II Meklemburski (wielki książę od 1815, brat)
- 1816–1860 – Jerzy Meklemburski (syn)
- 1860–1904 – Fryderyk Wilhelm (syn)
- 1904–1914 – Adolf Fryderyk V (syn)
- 1914–1918 – Adolf Fryderyk VI (syn)

od 1918 republika